# The Mekons
The Mekons est un groupe de punk rock britannique, originaire de Leeds, Yorkshire de l'Ouest, en Angleterre. Formé en 1977, il s'agit de l'un des groupes les plus prolifiques et endurants de la première vague punk. Il est également l'un des grands emblèmes de l'éthique do it yourself. Dans les années 1980, le groupe change d'orientation pour produire une musique plus élaborée, incorporant notamment des éléments de folk et, surtout, de country, saluée par la critique,.

## Biographie
The Mekons est formé en 1977 par un groupe d'étudiants de l'université de Leeds : Jon Langford, Kevin Lycett, Mark White, Andy Corrigan, et Tom Greenhalgh - Gang of Four et Delta 5 sont formés par ce même groupe d'étudiants. Leur nom s'inspire du Mekon, un vénusien surdoué et maléfique issu du comic book des années 1950-1960 Dan Dare. Le premier single du groupe s'intitule Never Been in a Riot, une reprise satirique de la chanson White Riot du groupe the Clash. Pendant des années le groupe joue un post-punk bruyant, publiant des singles dans plusieurs labels. Leur premier album studio, The Quality of Mercy Is Not Strnen, est enregistré grâce aux instruments de Gang of Four, et à cause d'une erreur de Virgin Records, comprend des images de Gang of Four au verso de la couverture. Après la sortie de The Mekons Story (1982), une compilation de vieilles chansons, le groupe cesse ses activités et Langford forme The Three Johns. Corrigan devient le manager de tournée pendant quelques années.
Au milieu des années 1980 (revitalisée par la grève des mineurs britanniques de 1984-1985, les Mekons redeviennent actifs. Le groupe comprend désormais le chanteur Sally Timms, la violoniste Susie Honeyman, Lu Edmonds (ex-Damned), l'accordéoniste et chanteur Rico Bell (a.k.a. Eric Bellis), et l'ancien batteur du groupe The Rumour Steve Goulding. Ils commencent à expérimenter divers styles musicaux dérivés de la folk traditionnelle anglaise (explorée sur l'EP English Dancing Master avant leur séparation), et la country américaine. Fear and Whiskey (1985), The Edge of the World (1986) et Honky Tonkin (1987) se concentrent sur le style innovateur de Gram Parsons et mêle punk de gauche et le country minimaliste de Hank Williams. Des albums qui suivent, comme The Mekons Rock'n'Roll, continuent d'expérimenter divers instruments (comme le fiddle).
Alors que les Mekons commencent à se populariser, leur relation avec A&M Records se dégrade : les Mekons sont finalement renvoyés du label, incapables de remplir les exigences contractuelles. Cependant, ils continuent à enregistrer, publiant des albums comme The Curse of the Mekons (1991), Journey to the End of the Night (2000), et OOOH! (2002). Natural est bien plus axé folk. En avril 2009, les Mekons revient en studio pour terminer une collection de chansons, publiée en 2011 sous le titre Ancient and Modern chez Bloodshot Records.
En septembre 2010, Jon Langford annonce un nouvel album des Mekons intitulé Ancient and Modern,ainsi qu'une tournée américaine en 2011,.
En février 2011, Langford commence un documentaire sur le groupe, Revenge of the Mekons, réalisé par Joe Angio. Celui-ci est diffusé en 2013 au festival DOC NYC.
Leur second single, Where Were You?, est inclus dans une publicité pour Acura en 2016. La formation originale des Mekons (1977) se réunit brièvement en 2017 pour jouer un concert au Blackpool's Rebellion.

## Discographie

### Albums studio
- 1979 : The Quality of Mercy Is Not Strnen (LP)
- 1980 : The Mekons (réédité en 1997)
- 1985 : Fear and Whiskey (réédité en 2002)
- 1986 : Edge of the World (réédité en 1996)
- 1987 : The Mekons Honky Tonkin'
- 1988 : So Good It Hurts
- 1989 : The Mekons Rock'n'Roll (réédité en 2000)
- 1991 : The Curse of the Mekons
- 1993 : I ♥ Mekons
- 1994 : Retreat from Memphis
- 1996 : Pussy, King of the Pirates (avec Kathy Acker)
- 1998 : Me
- 2000 : Journey to the End of Night
- 2002 : Oooh! (Out of Our Heads)
- 2004 : Punk Rock
- 2007 : Natural
- 2011 : Ancient & Modern 1911 - 2011
- 2016 : Existensialism
- 2018 : Is It Twice Blessed
- 2019 : Deserted

### EP
- 1986 : Slightly South of the Border
- 1990 : Fun '90
- 1992 : Wicked Midnite

### Singles
- 1978 : Never Been In a Riot b/w 32 Weeks et Heart and Soul  (FAST 1)
- 1978 : Where Were You? b/w I'll Have To Dance Then (On My Own)  (FAST 7)
- 1980 : Teeth b/w Guardian et Kill b/w Stay Cool (Virgin double 7")

### Compilations
- 1986 - The Mekons Story (réédité en 1993/2008)
- 1987 - New York (réédité en 1990/2001)
- 1989 - Original Sin
- 1999 - I Have Been to Heaven and Back
- 1999 - Where were you? (Magnetic Curses- A Chicago Punk Rock Compilation)
- 2001 - The Curse of the Mekons/Fun '90
- 2004 - Heaven and Hell (The Very Best of the Mekons)